# Isópodos
Os isópodos ou isópodes, (latim científico: Isopoda) são pequenos crustáceos achatados dorso-ventralmente e sem carapaça, componentes da superordem Pericardia. São marinhos, dulciaquícolas ou terrestres, sendo os mais bem sucedidos crustáceos terrestres. A ordem inclui cerca de 10000 espécies, distribuídos em 10 subordens, com tamanhos que variam de 0,5 a 500 mm. Análises filogenéticas e registros fósseis sugerem que o grupo tenha surgido ao menos há 300 milhões de anos, no período Carbonífero do Paleozoico. O nome Isopoda deriva do Grego iso- (de ἴσος ísos, que significa “igual”) e -pod (de ποδ-,raíz de πούς poús, significando “pé”).

## Diversidade

### Filogenia
Na filogenia apresentada todos os táxons são subordens, excetos aqueles seguidos de (F.) que são famílias da subordem Flabellifera. Nessa filogenia, foi concluido que Isopoda é um grupo monofilético(um grupo verdadeiro descendente de um ancestral comum) , e que 1 subordem das 10 , Flabellifera, não é monofilético.Quando não há monofiletismo, há evidências que aquela classificação provavelmente não reflete a verdadeira filogenia daquele grupo.

### Evolução
Os mais antigos registros fósseis de Isópodes datam do período Carbonífero, no Paleozóico, cerca de 300 milhões de anos atrás. Isópodes aparentemente evoluíram em ambientes marinhos rasos. Os primeiros possuíam caudas curtas, sendo que análises filogenéticas e o registro fóssil demonstram que os mais antigos Isópodes (assim como as espécies viventes mais basais) pertencem à subordem Phreatoicidea, que possui cauda curta .
Durante o período Paleozoico, os phreatoicidos eram amplamente distribuídos ao redor do globo. Atualmente, no entanto, membros deste táxon, portador de cauda curta, vivem em poucos ambientes de água doce, majoritariamente em rios e lagos da Tasmânia. Praticamente todos os grupos de Isópodes de cauda curta ocupam o que pode ser chamado de refúgio biogeográfico. É possível que a evolução dos mais derivados Isópodes de caudas longas, que começou por volta do Triássico Superior (Mesozoico), tenha influenciado a restrição dos habitats daqueles com cauda curta, devido à competição. Os Isópodes de cauda longa possuem uma maior mobilidade e frequentemente deixam seus abrigos. Essa mudança evidencia uma transição de um estilo de vida sedentário e infaunal (típicos dos táxons de cauda curta) para um mais ativo, presente em subordens e famílias mais derivadas.

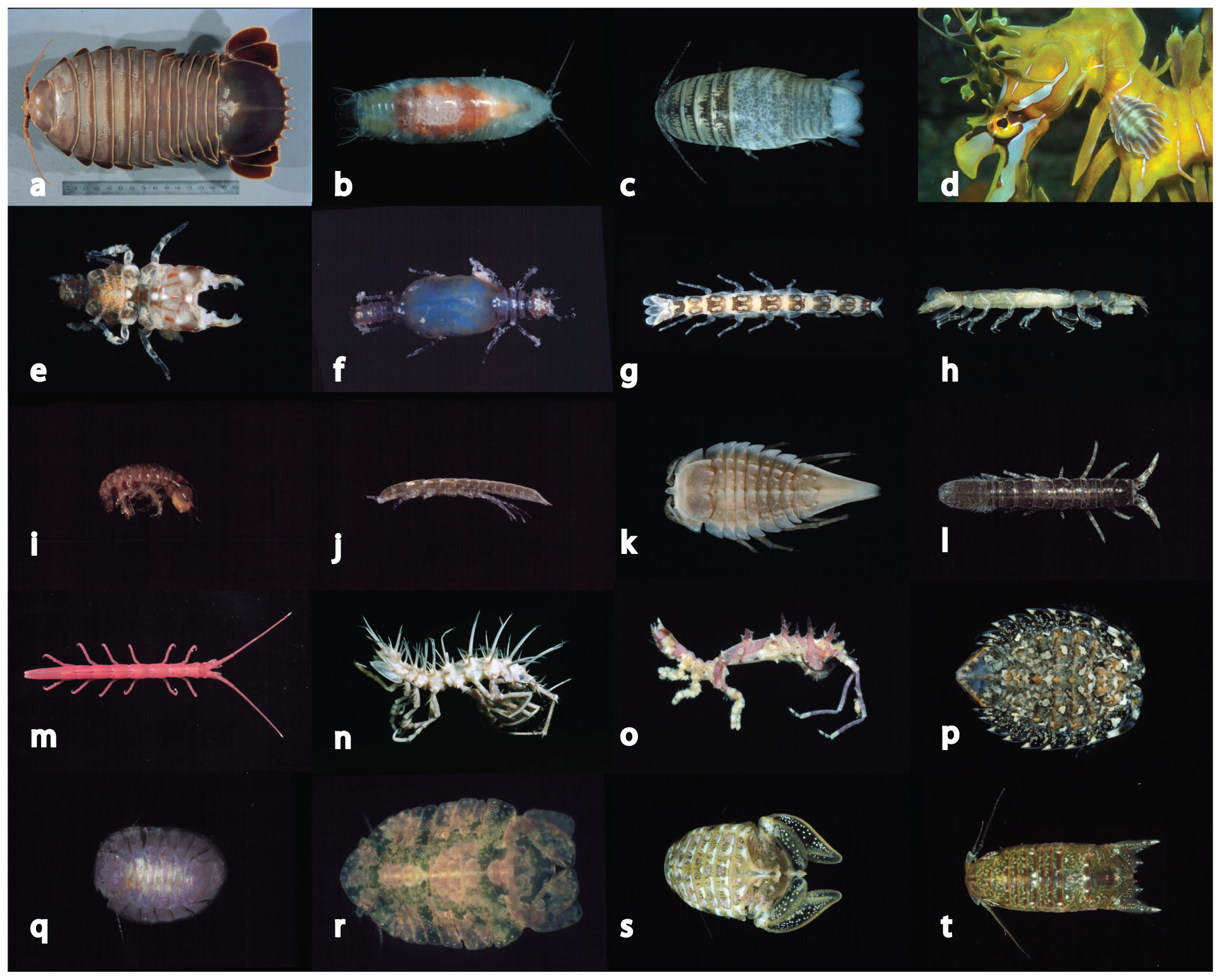
Diferentes formas de Isópodes marinhos.

## Morfologia Externa
A maioria dos Isópodes são crustáceos pequenos (5-15mm). Apresentam um corpo achatado dorso-ventralmente e dividido em três tagmas: cabeça, tórax (pereion) e abdômen (pleon).
A cabeça não apresenta carapaça e é provida dos seguintes pares de apêndices: primeiras antenas (antênulas), segundas antenas (antenas), mandíbulas, primeira maxila e segunda maxila. O primeiro par de antenas é vestigial enquanto o segundo é bem desenvolvido, e ambos relacionam-se com funções sensoriais. As mandíbulas e maxilas relacionam-se com a alimentação, assim como os maxilípedes, estruturas pertencentes ao primeiro segmento torácico, que em isópodes se encontra fundido a cabeça. Ao conjunto das mandíbulas, maxilas e maxilípedes dá-se o nome de peças bucais. Os olhos são sésseis e compostos por número variável de omatídio.
O tórax é constituído de sete segmentos (somitos), cada um com uma par de apêndices ambulatórios (pereópodes) unirremes. Os pereópodes são variáveis, modificados em estruturas locomotoras, preênseis ou para natação.São formados por sete artículos: coxa (normalmente não evidenciada), base, ísquio, mero, carpo, própodo e dátilo. As coxas de cada pereópodes articulam-se ventralmente aos tergitos (nos pleuritos), expandindo-se na forma de placas laterais (placas coxais) em subordens mais derivadas. A parte ventral dos somitos, denominada esternito, constitui-se de uma placa que se situa entre os pereópodes. Nas fêmeas adultas, durante o período de reprodução, forma-se, entre os pereópodes, o marsúpio, constituído de pares de lâminas (oostegitos) que nascem das bases internas dos pereópodes e que relaciona-se com a incubação dos ovos e proteção dos filhotes.
O abdômen compõe-se de cinco segmentos, algumas vezes bem distintos, outras vezes fundidos entre si, possibilitando a constituição de grupos diferentes. Cada um dos segmentos apresenta um par de apêndices foliáceos birremes (pleópodes) bem desenvolvidos e utilizados para natação e trocas gasosas (funcionam como brânquias em táxons aquáticos e como sacos aéreos denominados pseudotraquéias na maioria dos Oniscidea terrestres). Quase sempre o sexto somito está fundido com o télson, formando o pleotélson, do qual saem um par de urópodes.

## Fisiologia

### Trocas Gasosas
Os pleópodes (apêndices abdominais) dos isópodes proporcionam a troca gasosa, uma vez que apresentam uma superfície para a mesma. Nas formas marinhas, cada ramo do pleópode encontra-se modificado como uma grande lamela chata, e ambos os ramos de cada pleópode funcionam na troca gasosa e na natação. Em alguns isópodes, a troca gasosa e a natação dividem-se entre os pleópodes, com os anteriores sendo franjados e reunidos para nadar, e os posteriores para as trocas gasosas. Estas estruturas repousam tipicamente achatadas contra o lado inferior do abdômen e encontram-se frequentemente protegidos por uma cobertura (o opérculo) formada pelo primeiro par de pleópodes. Em alguns grupos, como nos Valvifera marinhos, os urópodes alongados formam uma cobertura, protegendo a brânquia. Os isopódes terrestres conseguiram adaptar-se em ambiente terrestre pela substituição das brânquias por estruturas respiratórias semelhantes a pulmões, denominados pulmões pleopodais ou pseudotraquéas, responsáveis pelas trocas gasosas. Algumas espécies que não apresentam essa nova estrutura mantiveram as brânquias. As trocas gasosas por meio da superfície corporal (difusão) também constituem importantes adaptações à vida em ambiente terrestre, principalmente para os grupos que não apresentam pseudotraquéas.

### Excreção
A excreção nos isópodes é realizada por glândulas localizadas nas maxilas, as glândulas maxilares. Nas espécies terrestres, as glândulas maxilares são pouco desenvolvidas e excretam detritos nitrogenados na forma de amônia gasosa.

### Locomoção
Os isópodes são animais bentônicos e a maioria encontra-se adaptado para rastejar. Muitos isópodes aquáticos escavam, e alguns constroem túneis através do substrato, amontoando o material escavado contra as paredes. Os isópodes aquáticos geralmente nadam tão bem quanto rastejam. Mais comumente, os pleópodes são utilizados para nadar, e nas famílias Sphaeromatidae e Serolidae, os primeiros três pares são especialmente adaptados para nadar, enquanto que a troca gasosa restringe-se aos pleópodes mais posteriores. A locomoção em espécies terrestres é do tipo caminhante, e foi facilitada pela compressão dorso-ventral do corpo.

## Adaptações para a vida terrestre
Os isópodes terrestres, como os tatuzinhos de jardim, são membros da subordem Oniscidea. Acredita-se que tenham invadido a terra diretamente a partir do mar, em vez de através da água doce, ocupando uma larga variedade de habitats e exibindo graus variáveis de tolerância às condições dessecantes. Muitas espécies vivem por baixo de rochas, em cascas de árvores e no húmus de folhas de regiões temperadas e tropicais. Algumas espécies são capazes de viver em desertos, pântanos e na orla das praias. A Ligia é a forma mais comum de isópodes que habitam o litoral, estando amplamente disseminada em estacariais, cais e rochas na margem da água.
A maioria dos isópodes terrestres possui algumas adaptações para reduzir a perda de água, mas o grupo é consideravelmente bem menos adaptado a esse respeito que outros artrópodes terrestres, como os insetos. Os tatuzinhos tendem a ser noturnos e vivem por baixo de rochas e em outros lugares onde o ambiente seja úmido. Eles nunca desenvolveram uma epicutícula cérea do tipo responsável pela redução da evaporação. O fino exoesqueleto ventral é o local de evaporação primária. Em geral, os tatuzinhos são são fotonegativos e fortemente tigmotáticos e podem diferenciar alterações relativamente ligeiras na umidade, razões que tendem a mantê-los sob abrigos protetores durante o dia. A capacidade de enrolar-se em uma  bola evoluiu em muitos Oniscoidea, adaptação que proporciona proteção e também uma forma de reduzir a perda de água.
Os olhos dos tatuzinhos são pouco desenvolvidos, resultado do comportamento discreto e noturno desses animais e de uma dieta vegetativa que não exige visão avançada para ser localizada. Glândulas repugnantes são usadas para defesa contra predadores, como formigas e aranhas. Os tubérculos e placas térgicos servem como proteção, principalmente nas formas que se enrolam em uma bola, além de reduzirem a evaporação.
Nas trocas gasosas, as adaptações fisiológicas dos isópodes terrestres vão desde a realização das trocas gasosas por meio da superfícies do corpo até o desenvolvimento de órgãos altamente especializados na obtenção de oxigênio atmosférico, os pulmões pleopodais.
A reposição da perda de água pela evaporação do tegumento interno geralmente provêm do alimento úmido e da bebida, mas algumas espécies de deserto substituem a perda de água ao interagirem com a areia úmida e por meio da absorção cutânea de moléculas de água provenientes da umidade do ar. Em outros grupos, existe um sistema de canais superficiais que transportam toda água que entra em contato com o dorso do animal até a superfície ventral e depois retorna às brânquias.
A facilidade de locomoção na terra, a proteção exoesqueletal, a respiração adaptada e a possibilidade de conservar a água necessária, tanto por mecanismos fisiológicos como comportamentais, são alguns dos fatores de evolução que contribuíram para o sucesso dos isópodes no meio terrestre.

## Reprodução e desenvolvimento
A reprodução é sexuada. O macho reconhece a fêmea e determina o seu estado sexual com sua antena, provavelmente por meio de feromônios (substâncias químicas secretadas por um indivíduo, que provocam reações comportamentais em outro indivíduo da mesma espécie). Em algumas espécies parasitas, indivíduos jovens adultos inicialmente são machos e posteriormente se tornam fêmeas.
Apesar da reprodução sexuada, em algumas espécies de isópodes terrestres, a quantidade de indivíduos machos que ocorrem naturalmente é tão baixa, que a reprodução é dada majoritariamente por partenogênese.
As gônadas são pareadas e separadas. Os dutos espermáticos masculinos abrem-se sobre o esterno do segmento genital por meio de papilas tanto separadas como unidas. O primeiro pleópode do macho curva a papila para trás até os endópodos dos segundos pleópodes, e preenche-se com esperma uma cavidade nos mesmos.Os gonóporos femininos também são aberturas medianas, esternais e pareadas, e cada oviduto forma um receptáculo seminal. Durante a cópula, o macho pressiona o seu lado ventral contra um lado da fêmea e injeta espera em um dos seus gonóporos, com o segundo pleópode copulatório. O macho então se move para o outro lado do corpo da fêmea, e o processo é repetido.Em muitas espécies, a cópula ocorre durante ou imediatamente depois da muda da fêmea, e pode ocorrer um longo acompanhamento pré-copulatório por parte do macho.
Os ovos são incubados no marsúpio. O marsúpio de um tatuzinho mantêm-se preenchido com fluido, de forma que o desenvolvimento do jovem é essencialmente aquático; apesar dos hábitos terrestres dos adultos.
Geralmente são incubados de algumas a várias centenas de ovos, e o estágio de eclosão é uma pós-larva(estágio mancal), com o último par de pernas incompletamente desenvolvido.Os jovens geralmente não permanecem com a fêmea após deixarem o marsúpio.
A maioria dos isópodos nas regiões temperadas - marinhos, de água doce ou terrestres- produzem de uma a duas incubações por verão e vivem de 2 a 3 anos.

## Nutrição

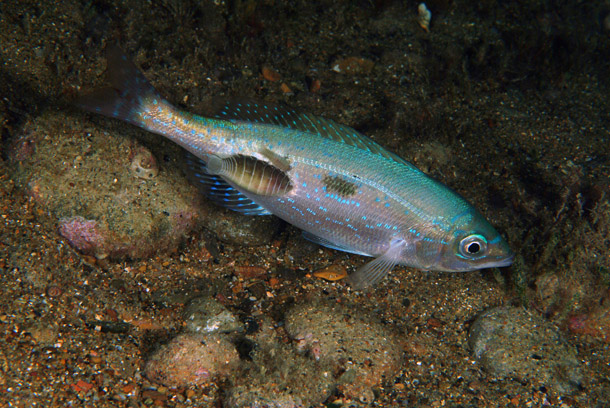
Anilocra (Cymothoidae) parasitando o peixe Spicara maena, Italia.

A maioria dos isópodes são consumidores de carniça e onívoros, embora alguns tendam para uma dieta herbívora.Alguns tatuzinhos são carnívoros, assim como algumas espécies marinhas(tais como a intertidal Ciroloana e o grande e pelágico Bathynomus ).
Os isópodos marinhos perfuradores de madeira alimentam-se de madeira, e as suas secreções hepatopancréaticas incluem a celulase.Nos sedimentos, as espécies perfuradoras de madeira de Limnoria são atraídas para fungos de madeira. Os fungos acrescentam nitrogênio à sua dieta predominantemente de celulose. Nos tatuzinhos terrestres, a digestão de celulose resulta das bactérias e o intestino posterior exerce um papel importante no processo digestivo.
Existem vários grupos de isópodos parasitas. Os Gnathiidae nos estágios larvais e os Cymothoidae adultos são ectoparasitas da pele dos peixes e têm mandíbulas adaptadas para perfurar.

## Ecologia
Isópodes possuem um papel importante no funcionamento dos solos dos ecossistemas, e consequentemente também nos serviços ligados aos ecossistemas fornecidos pelo solo. Eles atuam principalmente no primeiro processo de fragmentação de detritos, contribuindo para a entrada de matéria orgânica de alta qualidade, e aumentando o microbioma  para uma futura ciclagem de nutrientes no solo.
Por suas fezes possuírem esporos de fungos e propágulos bacterianos, os isópodes terrestres contribuem para a dispersão da microbiota, e portanto, para o processo de decomposição e o aumento da atividade microbiana.
Em regiões áridas, a atividade escavadora do Hemilepistus aparenta ser um fator importante para a formação do solo.

## Importância Econômica

### Bioindicadores
Isópodes são também organismos relevantes e úteis para o uso em abordagens de monitoramento de campo, por exemplo para avaliar a biodisponibilidade de metais, possíveis efeitos de uso de um pesticida, exposições a produtos químicos e em análises biológicas da qualidade do solo visando a proteção de ecossistemas.
O primeiro relato relacionando isópodes a contaminações terrestres foi um estudo feito por Martin et al, em 1976, onde a disponibilidade e absorção de vários metais de detritos de uma floresta foram descritos e registrados tatuzinho Oniscus asselus.Já em 1977 essa espécie mencionada foi mencionada como passível de ser utilizada na biomonitoração de cádmio ambiental e posteriormente, em 1982, Oniscus asselus foi usada por Hopkin e Martin para o estudo da distribuição de uma variedade de metais presentes no solo. Isópodes também foram mencionados como bioindicadores de poluição por zinco na Inglaterra, usando espécies como Porcellio scaber e Oniscus asselus.
A possibilidade dos isópodes de serem utilizados como bioindicadores, vem da sua grande capacidade em armazenar metais em seu hepatopâncreas. Uma das funções do hepatopâncreas é o sequestro de metais, sendo assim, muito importante para o animal. Devido a sua alta capacidade de armazenagem, a cinética de absorção dos isópodes tende a ser lenta. Basicamente, isso significa que demora um longo período de tempo para chegar no equilíbrio. Essa alta capacidade de sequestro de metais é fortemente relacionada com o armazenamento de metais em frações inertes, e foi demonstrada com zinco e cádmio.Como consequência, a concentração corporal de cádmio é muito alta quando comparada com outros artrópodes terrestres. Isso também explica, o porquê das concentrações de metais em isópodes de sítios contaminados alcançam altos níveis sem causar a extinção da população .

### Praga
Em ambientes terrestres, alguns isópodes podem causar danos à agricultura. Apesar disso menos de 2% do total de espécies de “tatuzinhos” podem apresentar algum dano à agricultura. Isso ocorre raramente e apenas em situações em que a infestação é muito alta ou há redução na diversidade de espécies. Os danos à agricultura acontecem geralmente à noite, já que são animais de hábito predominantemente noturno. Alimentam-se então de órgãos jovens das plantas já crescidas e de plantas novas em sementeiras, cortando-as rente ao solo. Podem causar danos também a raízes. Podem se alimentar de orquidáceas, roendo as raízes e os brotos; de pimentões, cortando as plantas na base; de tomate, feijoeiro, ervilha e outras hortaliças.
As únicas espécies que podem apresentar danos à agricultura são: Armadillidium vulgare, Porcellio laevis, Porcellionides pruinosus e Benthana picta.
Já em ambientes marinhos, provavelmente a família mais famosa para se preocupar são os animais da família Cymothoidae, que são exclusivamente parasitas de peixes sendo conhecidos como “piolhos do mar” ou “piolhos de peixe”. Apesar de haverem quase 400 espécies conhecidas na família que se fixam em diversas partes do corpos dos peixes, as mídias sociais , de forma geral, consideram os organismos dessa família como uma espécie ocorrendo mundialmente: Cymothoa exigua. Existem relatórios que constataram encontrar esses organismos presos em outros invertebrados, apesar da ampla pesquisa feita por volta  1880 que teria derrubado essa hipótese.